# Уилер, Кэндис
Кэндис Уилер (англ. Candace Wheeler, урождённая Thurber; 1827—1923) — одна из первых женщин-дизайнеров интерьеров и текстиля США.
Её часто называют «матерью» дизайна интерьеров, она считалась национальным авторитетом в области домашнего декора, основала в Нью-Йорке Society of Decorative Art и Exchange for Women’s Work.

## Биография
Родилась 24 марта 1827 года в городе Делхай, штат Нью-Йорк, в семье Эбнера Гилмана Тербера (1797—1860) и его жены Люси Тербер (урожденная Данэм, 1800—1892) и была третьим ребёнком из восьми братьев и сестер. Её отец был пресвитерианцем и аболиционистом.
Уже в школе Кэндис сшила свою первую работу. Примерно с десяти лет она начала посещать в Дели Delaware Academy.
В 1876 году она посетила в Филадельфии Всемирную выставку и была глубоко впечатлена экспозицией Королевской школы художественного рукоделия (Royal School of Art Needlework’s). Но Кэндис поразило не столько само искусство рукоделия, сколько возможность занятия им как делом, приносящим пользу женщинам. Ещё находясь в Филадельфии, она задумала создать американскую версию Королевской школы, которая включала бы «все изделия женского производства».
В 1877 году Кэндис Уилер основала в Нью-Йорке Общество декоративного искусства (Society of Decorative Art). Среди других членов-учредителей были Луис Тиффани, Джон Ла Фарж и Элизабет Кастер. Эта организация предназначалось для того, чтобы помогать женщинам обеспечивать себя с помощью таких ремесел, как рукоделие, шитье и другие виды декоративно-прикладного искусства. Общество уделяло особое внимание тысячам женщин, оставшихся без средств к существованию в конце Гражданской войны. Ведущие художники были наняты, чтобы преподавать в обществе или организовывать его выставки. Кэндис помогла основать родственные общества в Чикаго, Сент-Луисе, Хартфорде, Детройте, Трое, Нью-Йорке и Чарльстоне (Южная Каролина).
В 1878 году Уилер помогла запустить Нью-Йоркскую биржу женского труда (New York Exchange for Women’s Work), на которой женщины могли продавать товары, которые производили дома, включая выпечку и шитьё. Это предприятие обслуживало более широкий круг женщин, поскольку для участия в нём не требовалось никаких художественных навыков. К 1891 году в Соединенных Штатах было создано по крайней мере семьдесят две таких биржи.
В 1879 году Кэндис Уилер ушла из Общества декоративного искусства и в этом же году вместе с Луисом Тиффани основали фирму по оформлению интерьеров Tiffany & Wheeler. Эта компания украсила ряд значительных домов и общественных зданий конца XIX века, в том числе Комнату ветеранов в Seventh Regiment Armory, Madison Square Theatre, Union League Club, дом Джорджа Кемпа и гостиную дома Корнелиуса Вандербильта II. Также Tiffany & Wheeler спроектировала и выполнила в 1881 году интерьер дома Марка Твена.
В 1883 году Уиллер основала свою собственную текстильную фирму, в которой работали только женщины, под названием Associated Artists. Предприятие производило широкий ассортимент текстильных изделий, включая гобелены и занавески. Особенно Associated Artists была известна своими «изменчивыми» шелками — сплетенными из двух ниток, они меняли цвет в зависимости от света. Фирменным стилем фирмы были гобелены, выполненные с помощью ткацкого станка и специального ткачества, изобретенного Уилер — эта техника делала стежки практически невидимыми и позволила создать визуально более гладкий гобелен.
В 1892 году, в сотрудничестве со своим мужем и братом, Кэндис Уилер основала в горах Катскилл колонию художников под названием Onteora, где ей принадлежало две тысячи акров земли. В 1893 году она была приглашена работать декоратором интерьера Женского здания на Всемирной выставке в Чикаго и организовать там выставку прикладного искусства штата Нью-Йорк.
Бо́льшую часть оставшейся жизни Уилер провела написанием книг и статей по декорированию и текстильному искусству, последнюю из которых опубликовала в 1921 году.
Умерла 5 августа 1923 года. Была похоронена на кладбище Prospect Cemetery в городе Джамейка.

### Личная жизнь
Во время поездки в Нью-Йорк в 1843 году Кэндис познакомилась с Томасом Мэйсоном Уилером (1818—1895), и через год они поженились. В семье родилось четверо детей: Candace Thurber Wheeler (1845—1876), James Cooper Wheeler (1849—1912), Дора Уиллер Кейт (1856—1940) и Dunham Wheeler (1861—1938).
Её внук — Генри Льюис Стимсон стал государственным секретарём США.